# Alseodaphne hokouensis
Alseodaphne hokouensis är en lagerväxtart som beskrevs av Hsi Wen Li. Alseodaphne hokouensis ingår i släktet Alseodaphne och familjen lagerväxter. Inga underarter finns listade i Catalogue of Life.